# Zvonimira
Zvonimira je  žensko osebno ime.

## Izvor imena
Ime Zvonimira je različica ženskega osebnega imena Zvonka.

## Pogostost imena
Po podatkih Statističnega urada Republike Slovenije je bilo na dan 31. decembra 2007 v Sloveniji število ženskih oseb z imenom Zvonimira: 95.